# یواس‌اس دیس (اس‌اس-۲۴۷)
یواس‌اس دیس (اس‌اس-۲۴۷) (به انگلیسی: USS Dace (SS-247)) یک زیردریایی است که طول آن ۳۱۱ فوت ۹ اینچ (۹۵٫۰۲ متر) می‌باشد. این زیردریایی در سال ۱۹۴۳ ساخته شد.